# Vắc-xin bệnh dại
Vắc-xin bệnh dại là một loại vắc xin sử dụng để ngăn ngừa bệnh dại. Có một số loại vắc-xin có sẵn an toàn và hiệu quả. Vắc-xin có thể được sử dụng để ngăn ngừa bệnh dại trước và trong một khoảng thời gian sau khi tiếp xúc với vi-rút dại từ chó hoặc dơi cắn. Khả năng miễn dịch phát triển lâu dài sau khi được tiêm chủng đầy đủ. Vắc-xin được tiêm qua da hoặc cơ. Sau khi tiêm chủng tiếp xúc thường được sử dụng cùng với immunoglobulin bệnh dại. Những người có nguy cơ phơi nhiễm cao được khuyến cáo nên chủng ngừa trước. Vắc-xin có hiệu quả ở người và các động vật khác. Chủng ngừa cho chó rất hiệu quả trong việc ngăn ngừa sự lây lan bệnh dại sang người.
Vắc-xin bệnh dại có thể sử dụng an toàn ở mọi lứa tuổi. Khoảng 35 đến 45 phần trăm số người sau một thời gian ngắn có đỏ và đau tại chỗ tiêm. Khoảng 5 đến 15 phần trăm có thể bị sốt,đau đầu hoặc buồn nôn. Không chống chỉ định trường hợp sau khi đã phơi nhiễm bệnh dại. Hầu hết các vắc-xin không chứa thimerosal. Vắc-xin chế từ mô thần kinh được sử dụng ở một số nước, chủ yếu ở châu Á và châu Mỹ Latin, nhưng kém hiệu quả hơn và có tác dụng phụ lớn hơn. Do đó, việc sử dụng loại vắc-xin này không được Tổ chức Y tế Thế giới khuyến nghị.
Vắc-xin bệnh dại đầu tiên được giới thiệu vào năm 1885, và tiếp theo là một phiên bản cải tiến vào năm 1908. Hàng triệu người trên toàn cầu đã được chủng ngừa và ước tính đã cứu hơn 250.000 người mỗi năm. Nó nằm trong Danh sách các loại thuốc thiết yếu của Tổ chức Y tế Thế giới, các loại thuốc hiệu quả và an toàn nhất cần thiết trong một hệ thống y tế. Chi phí thị trường ở các nước đang phát triển từ 44 đến 78 USD cho một đợt điều trị tính đến năm 2014. Tại Hoa Kỳ, một vắc-xin dại trị giá hơn 750 USD.